# Richard Anderson (baloncestista)
Richard Andrew Anderson (San Pedro, California, 19 de noviembre de 1960) es un exbaloncestista estadounidense que jugó seis temporadas en la NBA, además de hacerlo en la CBA y en la liga italiana. Con 2,08 metros de estatura, lo hacía en la posición de ala-pívot.

## Trayectoria deportiva

### Universidad
Jugó durante cuatro temporadas con los Gauchos de la Universidad de California en Santa Bárbara, en las que promedió 12,5 puntos y 7,8 rebotes por partido. En su última temporada fue incluido en el segundo mejor quinteto de la Big West Conference.

### Profesional
Fue elegido en la trigésimo segunda posición del Draft de la NBA de 1982 por San Diego Clippers, donde jugó una temporada a las órdenes de Paul Silas, desempeñando la función de suplente de Tom Chambers. Acabó el año promediando 5,2 puntos y 3,5 rebotes por partido.
Antes del comienzo de la temporada 1983-84 fue traspasado a Denver Nuggets a cambio de Billy McKinney. Allí jugó como titular en 17 partidos, realizando su mejor campaña en la NBA, al promediar 8,5 puntos y 5,2 rebotes por partido. Al término de la misma aceptó la oferta del Jollycolombani Cantù de la liga italiana, donde jugó dos temporadas en las que promedió 16,2 puntos y 8,7 rebotes por partido.
Regresó a su país en la temporada 1986-87 para firmar como agente libre veterano por Houston Rockets, renunciando los Nuggets a igualar la oferta y recibiendo en compensación una futura tercera ronda del draft. En los Rockets fue el último hombre del banquillo, jugando apenas 6 minutos por partido, promediando 2,8 puntos y 1,5 rebotes. Poco después del comienzo de la temporada siguiente fue despedido, fichando días después por Portland Trail Blazers. allí volvió a recuperar minutos sobre la pista, repartiéndose con Caldwell Jones el puesto de ala-pívot. En su primera temporada en Oregón promedió 6,7 puntos y 4,6 rebotes por partido.
Jugó una temporada más con los Blazers, y en 1989 fue traspasado a Charlotte Hornets a cambio de Robert Reid, jugando una temporada en la joven franquicia, disputando su mejor partido ante Dallas Mavericks, logrando un doble-doble, 19 puntos y 10 rebotes, saliendo desde el banquillo.
Prolongó su carrera jugando dos temporadas más con los Sioux Falls Skyforce de la CBA.

## Estadísticas de su carrera en la NBA

### Temporada regular
| Temporada | Edad | Equipo                 | Liga | P   | TIT | MIN  | TC  | TCA | %TC  | 3P  | 3PA | %3P  | TL  | TLA | %TL  | R.OF. | R.DEF. | REB | ASIS | ROB | TAP | PER | FP  | PTS |
| 1982-83   | 22   | San Diego Clippers     | NBA  | 78  | 5   | 16.3 | 2.2 | 5.5 | .404 | 0.1 | 0.2 | .368 | 0.6 | 0.9 | .696 | 1.4   | 2.1    | 3.5 | 1.5  | 0.7 | 0.3 | 1.2 | 2.2 | 5.2 |
| 1983-84   | 23   | Denver Nuggets         | NBA  | 78  | 17  | 17.7 | 3.5 | 8.2 | .426 | 0.0 | 0.2 | .158 | 1.5 | 1.9 | .773 | 1.7   | 3.5    | 5.2 | 2.5  | 0.6 | 0.4 | 1.4 | 2.3 | 8.5 |
| 1986-87   | 26   | Houston Rockets        | NBA  | 51  | 0   | 6.1  | 1.2 | 2.7 | .424 | 0.1 | 0.3 | .250 | 0.4 | 0.6 | .759 | 0.5   | 1.1    | 1.5 | 0.6  | 0.1 | 0.1 | 0.4 | 0.7 | 2.8 |
| 1987-88   | 27   | TOTAL                  | NBA  | 74  | 3   | 18.2 | 2.3 | 5.9 | .390 | 0.6 | 2.0 | .320 | 0.8 | 1.0 | .753 | 1.2   | 2.9    | 4.1 | 1.5  | 0.7 | 0.2 | 0.8 | 1.9 | 6.1 |
| 1987-88   | 27   | Houston Rockets        | NBA  | 12  | 0   | 4.4  | 0.9 | 2.2 | .423 | 0.5 | 1.3 | .400 | 0.3 | 0.4 | .800 | 0.8   | 0.7    | 1.4 | 0.3  | 0.1 | 0.0 | 0.1 | 0.3 | 2.7 |
| 1987-88   | 27   | Portland Trail Blazers | NBA  | 62  | 3   | 20.9 | 2.6 | 6.7 | .387 | 0.7 | 2.2 | .311 | 0.9 | 1.2 | .750 | 1.3   | 3.3    | 4.6 | 1.7  | 0.8 | 0.3 | 1.0 | 2.1 | 6.7 |
| 1988-89   | 28   | Portland Trail Blazers | NBA  | 72  | 3   | 15.0 | 2.0 | 4.8 | .417 | 0.7 | 2.0 | .348 | 0.4 | 0.5 | .842 | 0.9   | 2.3    | 3.2 | 1.4  | 0.6 | 0.2 | 0.8 | 1.4 | 5.2 |
| 1989-90   | 29   | Charlotte Hornets      | NBA  | 54  | 2   | 11.2 | 1.6 | 3.9 | .417 | 0.7 | 1.9 | .370 | 0.3 | 0.4 | .783 | 0.6   | 1.7    | 2.4 | 1.0  | 0.4 | 0.2 | 0.5 | 1.2 | 4.3 |
| Total     |      |                        | NBA  | 407 | 30  | 14.7 | 2.2 | 5.4 | .412 | 0.4 | 1.1 | .333 | 0.7 | 0.9 | .762 | 1.1   | 2.4    | 3.5 | 1.5  | 0.6 | 0.2 | 0.9 | 1.7 | 5.6 |

### Playoffs
| Temporada | Edad | Equipo                 | Liga | P  | MIN | TCA | TC | 3PA | 3P | TLA | TL | R.OF. | REB | ASIS | ROB | TAP | PER | FP | PTS | %TC  | %3P  | %FT   | MIN  | PTS  | REB | AST |
| 1983-84   | 23   | Denver Nuggets         | NBA  | 4  | 37  | 6   | 15 | 0   | 1  | 4   | 6  | 1     | 9   | 5    | 0   | 1   | 1   | 6  | 16  | .400 | .000 | .667  | 9.3  | 4.0  | 2.3 | 1.3 |
| 1986-87   | 26   | Houston Rockets        | NBA  | 5  | 5   | 1   | 3  | 1   | 2  | 2   | 2  | 1     | 1   | 0    | 0   | 0   | 1   | 1  | 5   | .333 | .500 | 1.000 | 1.0  | 1.0  | 0.2 | 0.0 |
| 1987-88   | 27   | Portland Trail Blazers | NBA  | 3  | 63  | 11  | 24 | 6   | 14 | 4   | 4  | 5     | 13  | 1    | 2   | 1   | 2   | 11 | 32  | .458 | .429 | 1.000 | 21.0 | 10.7 | 4.3 | 0.3 |
| 1988-89   | 28   | Portland Trail Blazers | NBA  | 3  | 35  | 2   | 6  | 1   | 4  | 0   | 0  | 0     | 3   | 4    | 0   | 1   | 0   | 2  | 5   | .333 | .250 |       | 11.7 | 1.7  | 1.0 | 1.3 |
| Total     |      |                        | NBA  | 15 | 140 | 20  | 48 | 8   | 21 | 10  | 12 | 7     | 26  | 10   | 2   | 3   | 4   | 20 | 58  | .417 | .381 | .833  | 9.3  | 3.9  | 1.7 | 0.7 |